# Tirsuli
El Tirsuli es un pico del Himalaya situado en el distrito de Pithoragarh, en Uttarakhand (India). Forma parte del conjunto de montañas, entre las que se encuentran Tirsuli West, Hardeol, Dunagiri, Changabang y Kalanka, que conforman la pared noreste del Santuario de Nanda Devi, en el Himalaya de Garhwal. Se eleva en el extremo norte del valle de Johar, que desagua en el Ganges Ghori. Este pico no debe confundirse con el cercano Trisul, que se encuentra en el lado suroeste del Santuario.
En 1939, la exitosa expedición polaca al Nanda Devi Este abandonó un intento serio de alcanzar este pico después de que una avalancha nocturna sepultara al líder Adam Karpinski y al escalador Stefan Bernadzikiewicz en el campo 3. Un equipo indio dirigido por Mohan Singh Kohli, de la Fundación India de Montañismo, dependiente del Ministerio de Defensa, del Gobierno de la India, intentó sin éxito la cima en 1964. Otro equipo dirigido por K. P. Sharma y organizado por la Asociación del Himalaya intentó la cima en 1965, pero dio la vuelta a partir de unos 18.000 pies (5.500 m).
 El pico fue escalado por primera vez el 9 de octubre de 1966 por otro equipo indio dirigido por Chanchal Kumar Mitra y organizado por segunda vez por la Asociación del Himalaya de Calcuta. 

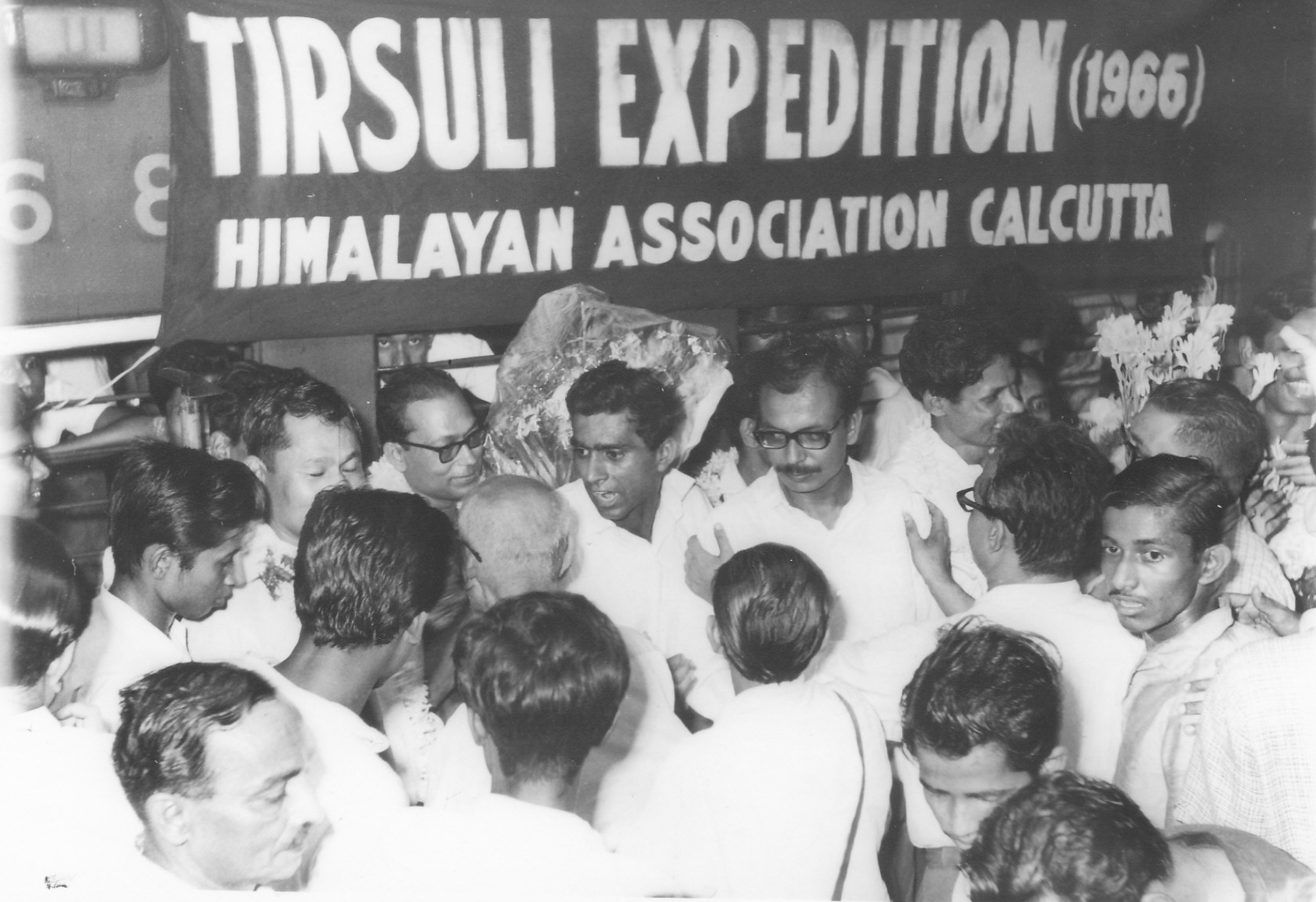
Equipo de la expedición

Ascendieron por la cara este de la cresta sureste y luego tomaron la cresta sureste hasta la cima, montando el intento de cima desde el campo 5, a unos 6.660 m (21.860 pies). Nirapada Mallik (jefe de sección), Shyamal Chakrabarty, Nima Tashi (antiguo director de formación del HMI de Darjeeling) y el sherpa Dorji fueron los que hicieron cumbre. 
Otros miembros del equipo fueron Manik Banerjee, K.K.Khanna, Marcopolo Srimal, el Dr. Jungpangi del Servicio Geológico de la India, el Dr. Amitava Sen(M.O), Pinaki Sinha y Sailesh Chakraborty. La expedición fue organizada por la Asociación del Himalaya de Calcuta.